# HMS Trumpeter (D09)
O HMS Trumpeter foi um porta-aviões de escolta operado pela Marinha Real Britânica e um membro da Classe Ruler. Sua construção começou em agosto de 1942 nos estaleiros da Seattle-Tacoma Shipbuilding como o USS Bastian para a Marinha dos Estados Unidos e foi lançado ao mar em dezembro do mesmo ano. Ele foi transferido para o Reino Unido ao ser finalizado e foi comissionado na frota britânica em agosto de 1943. Era capaz de transportar até 24 aeronaves, era armado com uma bateria antiaérea composta por canhões de 127, 40 e 20 milímetros, tinha um deslocamento carregado de mais de quinze mil toneladas e conseguia alcançar uma velocidade máxima de dezesseis nós.
As primeiras ações do Trumpeter na Segunda Guerra Mundial foram transportar aeronaves e escoltar comboios no Oceano Atlântico. Passou para Frota Doméstica em 1944 e participou de ações ofensivas na Noruega e Mar do Norte, ajudando a afundar o submarino U-711 em maio de 1945. Ao final da guerra na Europa ele ajudou na libertação da Dinamarca, sendo transferido para o Ceilão. Foi descomissionado em junho de 1946 e devolvido aos Estados Unidos, que o revenderam tempos depois para uso comercial para a Holland America Line. Foi renomeado para SS Alblasserdijk e serviu até ser comprado por uma empresa panamenha, passando o resto de sua carreira como o SS Irene Valmas.